# Kim Nelis
Kim Nelis is een Vlaams actrice. Ze studeerde in 2001 af aan de hogeschool in Gent in de richting Drama.
Ze speelde (gast)rollen in onder andere Sedes & Belli (Belle), F.C. De Kampioenen (agente), Verschoten & Zoon (Belle), De Kotmadam, Witse (Liliane Dufour) en Thuis (Inge Verleyen, de ex-vrouw van Peter Vlerick).
Nelis was getrouwd met Frank Van Erum en heeft twee kinderen. En ze woont in het Oost-Vlaamse Moerbeke-Waas.
Ze is nu leerkracht Nederlands op GO Groenhove in Waregem.